# Willem Arntszbos
Het Willem Arntszbos is een natuurgebied ten oosten van de Nederlandse plaats Den Dolder (provincie Utrecht). Het gebied bestaat uit open terrein, heide, stuifzand, gemengd bos, lanen en een grote akker. Het Arntszbos wordt sinds 1994 door stichting Het Utrechts Landschap beheerd, samen met een aantal kleine natuurgebieden in de omgeving zoals het Pleinesbos en de Vijverhof. Deze gebieden vormen onderdeel van de ecologische verbindingszone op dit deel van de Utrechtse Heuvelrug. Aan de oostzijde ligt natuurgebied De Zoom.
Het Willem Arntszbos ligt op de noordwestelijke uitloper van de Heuvelrug. 
In 1906 kocht de Willem Arntsz Stichting een groot terrein bij Den Dolder om een buitenvestiging te bouwen, het psychiatrisch ziekenhuis de Willem Arntsz Hoeve. Het idee hierachter was dat de behandeling van psychiatrische patiënten voorspoediger verlopen in de vrije natuur. Het terrein bood tevens de mogelijkheid voor zinvolle arbeidstherapie in de land- en tuinbouw op de eigen akker. Deze door bos omsloten akker wordt ecologisch beheerd en elk jaar ingezaaid met granen. Door steeds een ander deel van de akker braak te laten krijgen akkeronkruiden meer kansen. Voorkomende soorten zijn de kromhals en de korenbloem.
Het heideterreintje werd in 2000 geplagd om de heideplanten weer een kans om zich uit te breiden. In het bosgebied leven diersoorten als ree, bunzing, eekhoorn en vos. In het open gebied van het bos loopt een aantal Schotse hooglanders die met hun begrazing voor een afwisselender vegetatie zorgen.
Amerongse Bos
· Amerongse Bovenpolder
· Landgoed Beerschoten
· Beukenburg
· Biltse Duinen
· Birkhoven
· Blauwe Kamer
· Blikkenburg
· Bloeidaal
· Bornia
· Bosch en Duin
· Breeveen
· Broekerbos
· Buitenplaatsen Driebergseweg
· Dartheide
· Elster Buitenwaarden
· Grebbeberg
· Heidestein
· Hoge Ginkel
· Hooge Kampse Plas
· Hoog Moersbergen
· Houdringe
· Juliusput
· Kasteelbos Renswoude
· De Kievit
· Kooilust
· Kozakkenput
· De Krakeling
· Laarsenberg
· De Leyen
· Lockhorsterbos
· Lunenburgerwaard
· Maartensdijkse Bos
· Middelwaard
· Moersbergen
· Niënhof
· Noordhout
· Okkersbos
· Oostbroek
· Over-Holland
· Palmerswaard
· De Paltz
· Panbos
· Plantage Willem III
· Pleinesbos
· De Pol
· Ridderoordse Bos
· Sandenburg
· Sandwijck
· De Schammer
· Stameren
· Landgoed Stoutenburg
· Viaanse Bos
· Viaanse polders en uiterwaarden
· Vikinghof
· Park Vliegbasis Soesterberg
· Vijverbos
· Vijverhof
· Voordorpse polder
· Willem Arntszbos
· Witte Hull
· De Woerd
· Wulperhorst
· Zeisterbos